# Камено (Шентюр)
Камено (словен. Kameno) — поселення в общині Шентюр, Савинський регіон, Словенія. 
Висота над рівнем моря: 301,7 м.